# September 1935
| Deze maand                                                                      |
| ------------------------------------------------------------------------------- |
| - Volkenbond bespreekt Italiaans-Abessijns conflict - Neurenberger Rassenwetten |

De volgende gebeurtenissen speelden zich af in september 1935. Sommige gebeurtenissen kunnen één of meer dagen te laat zijn vermeld doordat ze op de datum staan aangegeven waarop ze in het nieuws kwamen in plaats van de datum waarop ze werkelijk hebben plaatsvonden.
- 1: In alle katholieke kerken in Duitsland wordt een herderlijk schrijven voorgelezen. De kerk heeft protest aangetekend tegen beperkingen aan de vrije godsdienstoefening, en gelooft dat zij het nieuwe heidendom zal overwinnen.
- 2: Anton Mussert keert terug in Nederland na een bezoek aan Nederlands-Indië.
- 3: Koningin Astrid wordt bijgezet.
- 4: Frankrijk maakt bekend dat de Maginotlinie gereed is.
- 4: Het conflict tussen Italië en Abessinië wordt in de Volkenbond besproken:
  - Geen van beide partijen wordt verantwoordelijk gehouden voor het grensconflict in Oeal-Oeal.
  - Italië stelt dat Abessinië stelselmatig verdragsverplichtingen jegens Italië niet nakomt.
- 5: Paus Pius XI bidt om vrede in het Italiaans-Abessijns conflict.
- 5: In de Volkenbond verzoekt Abessinië om sancties tegen Italië vanwege de bedreigingen door Italië van de Abessijnse onafhankelijkheid. De Italiaanse vertegenwoordiger verlaat demonstratief de zaal voordat de Abessijnse vertegenwoordiger het woord neemt. De Sovjet-Unie sluit zich bij het Abessijnse standpunt aan.
- 5: België sluit een handelsverdrag met de Sovjet-Unie.
- 6: De regering van Litouwen treedt af. Juozas Tūbelis vormt een nieuwe regering, waarin slechts de ministers van binnenlandse zaken en landbouw anders zijn.
- 6: Vanwege de daardoor veroorzaakte spanningen, besluit de Standard Vacuum Oil Company de concessie van de African Development Exploitation Corporation, die aan dit bedrijf ondergeschikt is, te annuleren. Abessinië maakt bezwaar, maar Italië reageert positief.
- 6: De Volkenbond stelt een commissie van vijf aan om het Italiaans-Abessijns conflict verder te onderzoeken, bestaande uit Salvador de Madariaga (Spanje), Pierre Laval (Frankrijk), Anthony Eden (Verenigd Koninkrijk), Józef Beck (Polen) en Tewfik Aras (Turkije).
- 8: De imam van Jemen, Yahiya treedt af. Zijn zoon en vermoedelijke opvolger Hassan wordt regent.
- 8: Italië verklaart dat hoewel het conflict rond Oeal-Oeal nu opgelost is, het conflict met Abessinië blijft bestaan. Italië wenst een onafhankelijk Abessinië doch zonder leger en met een Italiaanse militaire bezetting.
- 8: Soedan en Egypte sluiten een verdrag betreffende het gebruik van het water van de Nijl.
- 8: Een referendum in Zwitserland levert met een grote meerderheid een verwerping op van een voorstel tot fundamentele herziening van de grondwet.
- 9: Huey Long, een bekende senator, bijgenaamde de 'dictator van Louisiana' wordt getroffen door een aanslag. Hij overlijdt de volgende dag aan zijn verwondingen.
- 10: De marineofficier Mendes Norton leidt een mislukte poging tot staatsgreep in Portugal.
- 10: Op de partijdag van de NSDAP spreken Adolf Hitler en andere partijleiders zich uit tegen de Joden, het bolsjewisme en Litouwen.
- 11: De dienst der openbare werken wordt aan Catalonië teruggegeven. Het ligt in de bedoeling hetzelfde op korte termijn met de andere diensten te doen.
- 11: Met ingang van het schooljaar 1936 zullen alle Duitse Joden op aparte Joodse scholen les krijgen.
- 12: In een toespraak voor de Volkenbond is de Britse minister van buitenlandse zaken Samuel Hoare zeer kritisch over de Italiaanse oorlogsdreiging tegenover Abessinië.
- 13: De Franse premier Pierre Laval spreekt zich in een rede voor de Volkenbond uit over het Italiaans-Abessijnse conflict. Hij sluit zich aan bij de visie van Samuel Hoare, is een verklaard tegenstander van oorlog, en zal blijven zoeken naar vreedzame oplossingen die de Italiaanse belangen beschermen.
- 14: President Franklin D. Roosevelt ontvouwt een grootschalig plan van tewerkstelling om de werkloosheid te bestrijden.
- 15: Afkondiging van de Neurenberger Rassenwetten. Huwelijken en seks tussen Joden en Duitsers zijn verboden, Joden mogen geen Duitse huishoudsters in dienst hebben. Daarnaast wordt het rijksburgerschap geregeld: Slechts mensen van Duits of aanverwant bloed die zich daarnaar gedragen kunnen rijksburgers worden. Alleen rijksburgers hebben volledige politieke rechten. Ten slotte wordt de hakenkruisvlag de officiële rijksvlag.
- 16: De Russische vertegenwoordiger Litvinov stelt bij de Volkenbond onomwonden dat Italië in het conflict met Abessinië de agressor is. Ook oefent hij scherpe kritiek uit op de buitenlandse politiek van Duitsland.
- 16: Benito Mussolini stelt dat het conflict met Abessinië slechts militair opgelost kan worden. Hij onderzoekt een mogelijk vertrek van Italië uit de Volkenbond.
- 16: Het Julianakanaal wordt officieel geopend.
- 17: De voormalige Amerikaanse president Herbert Hoover waarschuwt tegen inperking van de vrijheden en de dictatuur die volgens hem ook in de VS dreigt.
- 17: De Nederlandse begroting voor 1936 toont zware bezuinigingen.
- 20: De regering-Leroux in Spanje treedt af.
- 21: De haven van Hengelo wordt in gebruik genomen.
- 21: Italië verwerpt de voorstellen van de "Commissie van Vijf". Voor zover bekend hielden deze in:
  - Reorganisatie van de openbare diensten van Abessinië onder buitenlands toezicht.
  - Economische ontwikkeling en financiële reorganisatie van Abessinië.
  - Gebiedsafstand van het Verenigd Koninkrijk en Frankrijk aan Abessinië en van Abessinië aan Italië.
  - Verregaande economische concessies aan Italië in Abessinië.
- 22: Italië doet tegenvoorstellen aan de Commissie van Vijf:
  - De Abessijnse haven komt niet op Brits en Frans, maar op Italiaans gebied.
  - De spoorlijn tussen Addis Abeba en deze haven wordt door een Italiaanse onderneming beheerd
  - Ruimere Abessijnse territoriale concessies aan Italië
  - Volledige ontwapening van het Abessijnse leger.
  - Geen internationale, maar Italiaanse controle van de Abessijnse politie en staatsapparaat.
- 25: Oostenrijk en Hongarije eisen bij de Volkenbond bewapeningsgelijkheid.
- 25: In Duitsland wordt de minister voor kerkelijke aangelegenheden gevolmacht bindende verordeningen betreffende de Evangelische Kerk uit te vaardigen.
- 25: In de Sovjet-Unie gaan diverse levensmiddelen van de bon en/of worden de detailhandelsprijzen verlaagd.
- 26: In Spanje wordt een nieuwe regering gevormd, geleid door Chapaprieta.
- 26: Het Franse socialistische vakbond CGT stemt in met een fusie met de communistische CGTU.
- 27: De Volkenbond besluit tot toepassing van artikel 15 in het conflict tussen Italië en Abessinië. Als er geen diplomatieke oplossing komt, kunnen sancties worden toegepast. Een nieuwe commissie wordt gevormd die bestaat uit alle (13) leden van de Volkenbondsraad met uitzondering van de vertegenwoordigers van Italië en Abessinië.
- 29: Er worden verkiezingen gehouden voor de Landdag van het Memelgebied. De aanloop naar de verkiezingen is rustig verlopen.

en verder:
- In België beginnen de gevolgen van de devaluatie van de frank merkbaar te worden in de vorm van sterk gestegen prijzen van levensmiddelen.
- In Polen komen steeds meer stemmen op die het verkrijgen van één of meer koloniën bepleiten, wellicht in het kader van een herverdeling van de voormalige Duitse koloniën.
- In Chili wordt de uitvoer van zilver verboden.
- De Haagse onderwijzer Johannes Nowee publiceert het eerste deel van de serie Arendsoog.

← · januari · februari · maart · april · mei · juni · juli · augustus · september · oktober · november · december ·  →